# Project Genoa

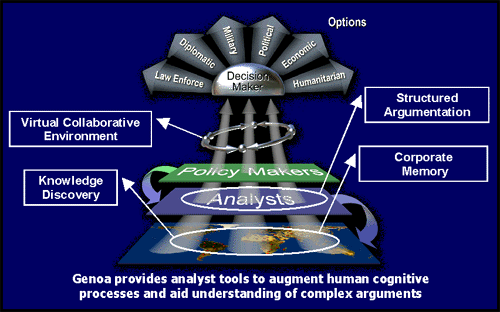
Schéma produit par lInformation Awareness Office qui montre les buts du Project Genoa.

Project Genoa, système logiciel réalisé à la demande de DARPA, a servi à analyser de grandes quantités de données et métadonnées dans le but de soutenir les analystes humains dans la lutte au terrorisme par les États-Unis. Il est remplacé par Genoa II (en).

## Description
Le but premier de Genoa était de soutenir l'analyse de renseignement réalisée par des analystes humains.
Le programme était conçu pour faciliter les approches top-down et bottom-up. Sur soupçons d'une attaque terroriste, un policy maker (littéralement, « décideur politique ») pouvait utiliser Genoa pour rechercher des indices en ce sens. Ou encore, il pouvait regrouper des informations dans un diagramme et prédire un évènement. Par la suite, des analystes humains modifiaient le diagramme dans le but de tester des hypothèses de travail.
Les sociétés Integral Visuals, Saffron Technology et Syntek Technologies étaient engagées dans la conception, le développement et la mise en œuvre de ce programme. Le coût pour sa mise au point s'est élevé à 42 millions $US.

## Histoire
C'est à la fin 1995 que le vice-amiral à la retraite John Poindexter, un acteur clé de l'affaire Iran-Contra, propose Project Genoa. À cette époque, il travaille chez Syntek, une société qui signe régulièrement des contrats avec le département de la Défense des États-Unis. Poindexter propose un système logiciel qui pourrait soutenir les analystes humains grâce au traitement de grandes quantités de données dans le but de mieux prédire les menaces qui pèsent sur la sécurité nationale des États-Unis. Il partage ses idées avec d'anciens collègues travaillant au National Security Council.
La même année, un groupe de chercheurs se réunit pour évaluer la pertinence du projet en analysant des évènements antérieurs. Le groupe porte son attention sur l'attentat au gaz sarin dans le métro de Tokyo. Au lieu de se pencher sur l'attaque du 20 mars 1995, il étudie l'histoire d'Aum Shinrikyō, secte responsable de l'attentat, dans l'objectif d'établir ses intentions. Pour recueillir le plus d'idées possibles, le groupe organise un centre de crise factice pour observer une situation créée de toutes pièces ; des acteurs suivent la situation par l'intermédiaire d'ordinateurs installés dans le centre de crise. Des spectateurs, déjà sensibilisés à la situation par une vidéo commentée, observent en direct la situation. Dans un autre centre factice, monté dans un bâtiment à proximité avec l'aide d'un concepteur de scènes travaillant à Hollywood, d'autres spectateurs observent le même situation. Parmi eux se trouvent quelques notables du renseignement américain : Richard Clarke, John Michael McConnell et James R. Clapper.
DARPA lance officiellement Project Genoa en 1996. Complété pendant l'année fiscale 2002, le système informatique devient partie du Total Information Awareness (en), programme de surveillance de masse américain,. Même si Genoa est pertinent pour l'analyse de situations complexes, il est jugé trop lent. Des efforts ultérieurs mènent à la création de Genoa II (en), un système logiciel devant être plus rapide.
En 2002, la Defense Intelligence Agency utilise ce programme.